# Бертолон Ліннер
Бертолон Ліннер (угор. Bertalan Linner, нар. 5 грудня 1887, Берегсас, Австро-Угорщина — пом. початок 1969, Берегове, УРСР) — угорський та закарпатський хірург, медичний адміністратор, громадський діяч. Учасник Першої світової війни, багаторічний керівник Берегівської лікарні, один із провідних лікарів Закарпаття першої половини ХХ століття.

## Біографія
Народився 5 грудня 1887 року в місті Берегове (на той час — Берегсас, Австро-Угорщина) у родині директора банківської установи. У 1906 році закінчив із відзнакою місцеву гімназію, після чого вступив на медичний факультет Будапештського університету. У 1911 році завершив навчання, здобувши золоту медаль.
Початкову практику проходив у інфекційному відділенні, а згодом — у провідній хірургічній клініці Будапешта. Під час Першої світової війни служив хірургом на Східному фронті у складі австро-угорської армії, де виконав тисячі операцій. За самовіддану службу нагороджений Золотим хрестом і отримав офіцерське звання.
У червні 1918 року повернувся до Берегова, де очолив хірургічне відділення місцевої лікарні. У 1936 році брав участь в організації нової лікарні, збудованої чехословацьким урядом у стилі конструктивізму.
Після входження частини Закарпаття до складу Королівства Угорщини (1938) був директором Берегівської лікарні. Поєднував адміністративну діяльність з хірургічною практикою. Після встановлення радянської влади й далі працював у лікарні, активно оперуючи ще понад 20 років. Вільно володів угорською, німецькою та латинською мовами.
Останні роки життя хворів на рак, проте не припиняв професійної діяльності. Помер на початку 1969 року в Берегові.

## Пам'ять
У 2004 році на території Берегівської центральної районної лікарні було встановлено бронзове погруддя Бертолона Ліннера. З 2017 року заклад офіційно носить його ім'я — Берегівська центральна районна лікарня імені Бертолона Ліннера.

## Особисте життя
Окрім медицини, займався виноградарством. До 1944 року мав власний виноградник і винний льох (у районі сучасного ресторану «Жайворонок» у Берегові). Вивів кілька нових сортів винограду, що отримали назви Linner 1–6, загалом культивуючи близько 120 різновидів виноградної лози.